# Konventionen om rekrytering av och arbetsförmedling för sjömän
Konventionen om rekrytering av och arbetsförmedling för sjömän (ILO:s konvention nr 179 om rekrytering av och arbetsförmedling för sjömän, Recruitment and Placement of Seafarers Convention) är en konvention som antogs av Internationella arbetsorganisationen (ILO) i Genève i Schweiz den 22 oktober 1996. Konventionens 15 artiklar reglerar hur rekrytering och arbetsförmedling för sjömän ska gå till.
I juli 2014 hade 10 av ILO:s 183 medlemsstater ratificerat konventionen, varav 9 därefter sagt upp den.